# كتيبة العياش
كتيبة العياش، هي إحدى المجموعات المسلحة الفلسطينية التي تنشط في منطقة جنين بالضفة الغربية. ظهرت لأول مرة في 24 مايو 2023م، وقد أثبتت وجودها منذ ذلك الحين من خلال سلسلة من الأنشطة والعمليات ضد الاحتلال الإسرائيلي.

## التسمية
اتخذت كتيبة العياش اسمها من الشهيد الفلسطيني يحيى عياش، الملقب بـ«مهندس المتفجرات». يعتبر يحيى عياش واحدًا من أبرز قادة العمل المقاوم في فلسطين. قاد كتائب القسام التابعة لحركة حماس وشارك في العديد من العمليات ضد الاحتلال الإسرائيلي. وأُغتيل على يد الاحتلال الإسرائيلي عام 1996م بعد تفجير هاتفه الشخصي أثناء محاولته الرد على اتصال من والده.

## تاريخ ونشأة

### ظهور كتيبة العياش
ظهرت كتيبة العياش لأول مرة في 24 مايو من عام 2023م، عندما بُثَّ مقطع فيديو لإطلاق قذيفة صاروخية باتجاه مستوطنة "شاكيد" في غلاف جنين بالضفة الغربية، حيث ظهر اسم الكتيبة على ورقة معلقة على قاعدة إطلاق الصاروخ. هذا الحدث كان بمثابة البداية لنشاط الكتيبة في مجال المقاومة.

### نشاطها وتطورها
تميزت كتيبة العياش بنشاطها في إطلاق الصواريخ نحو المستوطنات الإسرائيلية. تمتلك الكتيبة صواريخ من طراز قسام (1) وقامت بعدة عمليات إطلاق ناجحة باتجاه مستوطنات في مناطق مختلفة من الضفة الغربية، بما في ذلك مستوطنة "شاكيد". يعكس هذا التطور التكنولوجي التزام الكتيبة بتطوير قدراتها لمواجهة الآلة الحربية الإسرائيلية.

## عمليات هجومية للكتيبة
بسم الله الرحمن الرحيم

قال تعالى: (قاتلوهم يعذبهم الله بأيديكم ويخزهم وينصركم عليهم ويشف صدور قوم مؤمنين)

في إطار معركه الإعداد والتطوير المستمر وكسر المعادلات مع هذا العدو الغاصب وردًّا على جرائم العدو بحقّ أهلنا في مخيم جنين وردًّا على استهداف حرائرنا..

تمكن مجاهدونا في كتيبة العياش وبعون الله وتوفيقه من استهداف مغتصبة شاكيد غرب مدينة جنين بصاروخين من طراز قسام (١)..

وبرغم الظروف الأمنيه المعقدة والحساسة والعمل المستحيل، ورغم قلة الإمكانيات والأدوات، إلا أننا نواصل التطوير والإعداد ونواصل الليل بالنهار لنذيق هذا العدو بأس صواريخ القسام في أرض ضفة العياش..

الإعداد والتطوير مستمر..

والقادم أعظم بإذن الله.

كتيبة العياش

الإثنين : 21 ذو الحجه 1444

الموافق 10 تموز 2023.
تقوم معظم عمليات كتيبة العياش على تطوير وإطلاق الصواريخ باتجاه مستوطنة شاكيد غرب جنين والتي كانت على النحو التالي:
- إطلاق صاروخ قسام (1) باتجاه مستوطنة "شاكيد" بتاريخ 24 مايو 2023م.[4]
- إطلاق صاروخ قسام (1) باتجاه مستوطنات الاحتلال في مرج ابن عامر بتاريخ 14 يونيو 2023م[6]
- إطلاق صاروخ قسام (1) باتجاه مستوطنة "رام أون" بتاريخ 26 يونيو 2023م[7]
- إطلاق صاروخي قسام (1) على مستوطنة "شاكيد" بتاريخ 10 يوليو 2023م.[5][8][9]
- إطلاق صاروخ قسام (1) باتجاه مستوطنة "رام أون" بتاريخ 27 يوليو 2023م[10]
- محاولة إطلاق صاروخ باتجاه مستوطنة شاكيد يوم الثلاثاء الموافق 15 أغسطس 2023م [11][12]
- قصف مستوطنة رام أون بصاروخ قسام (1) بتاريخ 10 أغسطس 2023م.[13]

## هجمات إسرائيلية ضدها

### الاقتحام الإسرائيلي لمخيم جنين
في 4 سبتمبر 2023، نفذت قوات الاحتلال الإسرائيلي اقتحامًا مفاجئًا لمخيم جنين بالضفة الغربية. وأسفرت تلك العملية عن اشتباكات مسلحة عنيفة، أعتقل في العملية ثلاثة مقاومين مطلوبين، منهم عبد الله صبح، الذي تعتبره إسرائيل المسؤول عن كتيبة العياش، وتتهمه بالمسؤولية عن إطلاق الصواريخ نحو المستوطنات.